# Seznam hrabat z Blois
Seznam hrabat z Blois

## Vikomti z Blois
před 906 : Garnegaud († 906), vikomt z Blois
906-943 : Theobald  (890 † 943), vikomt z Blois
manželka Richilda
943-960 : Theobald I. († 975)

## Hrabata z Blois

### Dynastie z Blois
960-975 : Theobald I. († 975), hrabě z Blois a Chartres
manželka Liutgarda z Vermandois
975-995 : Odo I. († 995), hrabě z Blois, Chartres,  Tours, Châteaudun, Provins a Remeše 
manželka Berta Burgundská
995-1004 : Theobald II. († 1004), hrabě z Blois, Chartres, Tours, Châteaudun, Provins a Remeše
1004-1037 : Odo II. († 1037),  hrabě z Blois, Chartres,  Tours, Châteaudun, Provins, Remeše, Meaux a Troyes
I. manželka Matylda Normandská
II. manželka Ermengarda z Auvergne
1037-1089 : Theobald III. (1019- 1089), hrabě z Blois, Chartres, Tours, Châteaudun, Provins, Remeše, Meaux a Troyes
I. manželka Gersenda z Maine
II. manželka Adéla z Valois
1089-1102 : Štěpán II. († 1102), hrabě z Blois,  hartres a Meaux 
manželka Adéla z Blois
1102-1152 : Theobald IV. († 1152), hrabě z Blois, Chartres, Meaux a Champagne
manželka Matylda Korutanská
1152-1191 : Theobald V. († 1191), hrabě z Blois a Chartres
I. manželka Sibyla ze Châteaurenardu
II. manželka Adéla Francouzská
1191-1205 : Ludvík († 1205), hrabě z Blois, Chartres a  Clermont-en-Beauvaisis
manželka Kateřina z Clermont-en-Beauvaisis
1205-1218 : Theobald VI. († 1218)
I. manželka Matylda z Alençonu
II. manželka Klemencie z Roches
1218-1230 : Markéta († 1230), hraběnka z Blois a Châteaudun
I. manžel Hugo III. z Oisy, vikomt z Cambrai
II. manžel Ota I. Burgundský, burgundský hrabě
III. manžel Walter II. z Avesnes

### Dynastie z Avesnes
1230-1241 : Marie z Avesnes († 1241), hraběnka z Blois a Chartres
manžel Hugo ze Châtillonu, hrabě z Blois a Saint-Pol

### Dynastie Blois-Châtillon
1241-1280 : Jan I. z Blois-Châtillonu († 1280)
manželka Alice Bretaňská
1280-1292 : Jana z Blois-Châtillonu († 1292)
manžel Petr Francouzský, hrabě z Alençon a Valois
1292-1307 : Hugo II. z Blois-Châtillonu († 1307), hrabě ze Saint-Pol a Blois
manželka Beatrix Flanderská
1307-1342 : Guy I. z Blois-Châtillonu († 1342), hrabě z Blois a Dunois
manželka Markéta z Valois
1342-1346 : Ludvík I. z Blois-Châtillonu († 1346), hrabě z Blois a Dunois
manželka Johana Henegavská, hraběnka ze Soissons, paní z Chimay
1346-1372 : Ludvík II. z Blois-Châtillonu († 1372), hrabě z Blois a Dunois
1372-1381 : Jan II. z Blois-Châtillonu († 1381), hrabě z Blois a Dunois
manželka Matylda z Gueldre
1381-1397 : Guy II. z Blois-Châtillonu († 1397), hrabě z Blois a Dunois
manželka Marie z Namuru
Guyův jediný syn Ludvík zemřel roku 1391, prodal hrabství Ludvíkovi Orleánskému